# Cotes (Valencia)
Cotes ist eine Gemeinde (Municipio) mit 311 Einwohnern (Stand: 2024) in der spanischen Provinz Valencia. Sie befindet sich in der Comarca Ribera Alta.

## Geografie
Cotes liegt etwa 37 Kilometer südsüdwestlich von Valencia in einer Höhe von ca. 35 m. Der Río Júcar (valencianisch: Xúquer) begrenzt die Gemeinde im Norden.

## Demografie
| 1900 | 1930 | 1950 | 1970 | 1981 | 1991 | 2001 | 2011 | 2021 |
| ---- | ---- | ---- | ---- | ---- | ---- | ---- | ---- | ---- |
| 229  | 260  | 407  | 461  | 421  | 386  | 367  | 405  | 326  |

## Sehenswürdigkeiten
- Michaeliskirche